# Ann Veronica
Ann Veronica és una novel·la Bildungsroman de temàtica feminista escrita per H.G. Wells que fou publicada el 1909.
Tot i que la novel·la ara sembla poc agressiva, Ann Veronica va ser considerada escandalosa per molts en el seu temps i va ser denunciada com a "capaç d'enverinar les ments dels qui la lligen" per The Spectator.